# 新光電気工業
新光電気工業株式会社（しんこうでんきこうぎょう、英: Shinko Electric Industries Co., Ltd.）は、長野県長野市に本社を置く富士通株式会社の連結子会社で、半導体用リードフレームやフリップチップパッケージなどの設計・製造・販売を手掛ける会社。大手マイクロプロセッサメーカー インテルへのサプライヤーとしても知られている。
東京都千代田区に本社をおく株式会社新光電気や大阪府大阪市に本社をおく新光電気工業株式会社（英: Shinko Electric Industrial Co., Ltd.）とは別会社である。

## 沿革
- 1946年 - 富士電機研究部長野分所の施設・従業員を引き継ぎ、「合資会社長野家庭電器再生所」設立。その後、長野家庭電器再生所を改組・改称し「新光電気工業株式会社」設立。
- 1948年 - 通信機用電球・2号型ランプの製品化に成功、富士通に納入開始。翌年、電気通信省（現・日本電信電話）に納入開始。
- 1957年 - 長野市栗田に栗田工場開設。富士通の資本参加を得て資本金を800万円に増資、半導体分野への展開を図る。
- 1963年 - 長野県更級郡更北村（現･長野市小島田町）に更北工場開設。米国GTI（Glass-Tite Industries）社へめっき技術研修のため技術者を派遣。
- 1977年 - 米国カリフォルニア州にSHINKO ELECTRIC AMERICA, INC. 設立。
- 1984年 - 東京証券取引所2部上場。資本金を71億2,800万円に増資。
- 1987年 - KOREA SHINKO MICROELECTRONICS CO., LTD. 設立。
- 1990年 - SHINKO ELECTRONICS（MALAYSIA）SDN. BHD.設立。
- 1996年 - 東京証券取引所1部（現・プライム市場）指定替え。
- 2023年12月12日 - 富士通は新光電気工業を産業革新投資機構(JIC)の子会社・JICキャピタルが大日本印刷、三井化学と共同で設立する特定目的会社「JICC-04株式会社」に売却することを発表した[2][3]。
- 2024年8月26日 - JICは、8月下旬より開始予定だった新光電気工業に対する株式公開買付けについて、中国およびベトナムの競争法に基く手続きがこの日までに完了しなかったため、2025年1月下旬以降に延期すると発表した[4]。
- 2025年
  - 2月18日 - JICC-04による新光電気工業の富士通保有分以外の株式を対象とした株式公開買付けが開始される[5][6]。
  - 3月19日 - 上記の公開買付けが成立し、JICC-04が発行済株式総数の43.87%を取得した。なお、上記の公開買付けの対象ではない富士通の保有株式については2026年3月期に新光電気工業が買い取る予定となっている[7][8]。
  - 6月6日 - 東証プライム市場の上場廃止[9]。
  - 6月10日 - 株式併合により株主がJICC-04と富士通のみとなる[10]。

## 主力製品・事業
- 半導体用リードフレーム
- フリップチップパッケージ

## 主要事業所
- 本社、更北工場 - 長野県長野市
- 若穂工場 - 長野県長野市
- 高丘工場 - 長野県中野市
- 新井工場 - 新潟県妙高市
- 京ヶ瀬工場 - 新潟県阿賀野市
- 新光開発センター - 長野県長野市
- 栗田総合センター - 長野県長野市
- 会津分室 - 福島県会津若松市

## 主要関係会社

### 国内グループ企業
- 新光パーツ株式会社
- 新光テクノサーブ株式会社